# (1567) Alikoski
(1567) Alikoski est un astéroïde de la ceinture principale.

## Description
(1567) Alikoski est un astéroïde de la ceinture principale. Il fut découvert le 22 avril 1941 à Turku par Yrjö Väisälä. Il présente une orbite caractérisée par un demi-grand axe de 3,21 UA, une excentricité de 0,08 et une inclinaison de 17,3° par rapport à l'écliptique.

## Compléments